# 追訴權
追訴權在刑事訴訟法上是指被害人或利害關係人對嫌犯提出告訴的權利，亦即向警察或檢察官正式表示要追究這件犯罪的意思。
以中華民國法律為例：《中華民國刑法》上有些罪名規定告訴乃論，例如公然侮辱罪、親屬間竊盜罪。「告訴乃論」意即：「有人告，才討論」（是否構成犯罪）。若有權提出告訴者（通常是被害人或一定親等內的親屬）不向警方或檢察官提出告訴，則警方縱使調查了，檢察官縱使發動偵查了，也不能對此事件起訴；所以一般而言，為了避免白忙，在沒有人告訴的情況下，警方和檢察官也不會對告訴乃論之罪預先調查、偵查。若提出告訴者在起訴後、一審判決前撤回告訴，法院也只能以欠缺訴訟要件為由，做不受理判決。但大部分的罪名皆非告訴乃論，對於這些罪名，依照中華民國《刑事訴訟法》第228條：「檢察官…知有犯罪嫌疑者，即應開始偵查」；第251條：「檢察官依偵查所得之證據，足認被告有犯罪嫌疑者，應提起公訴。」

## 保留法律追訴權
新聞與生活中常聽到的「保留法律追訴權」或「拋棄法律追訴權」皆非法律用語，而且不管宣稱「保留」或「拋棄」，都是無法律效力的。
事實上，只有國家對犯人有追訴權，人民不管是被害人還是被害人家屬，都沒有「追訴權」，而只有「告訴權」。追訴權的存在與消滅只依據法律要件決定，而其存續期間即稱為「追訴權時效」；依照各罪名的法定刑不同，追訴權時效也不同。一旦超過了時效，追訴權便自動失效，即使有告訴權者聲明「保留法律追訴權」，也不能再對嫌犯起訴、審判。反之，若在時效內，即使有告訴權者聲明「拋棄法律追訴權」，國家的追訴權依然存在，因此除了上述的「告訴乃論」之罪以外，國家仍得不顧告訴權人的意願，對此事件起訴、審判。
告訴分為告訴乃論與非告訴乃論。告訴者乃具告訴權人向偵察機關申告特定犯罪事實並請求追訴之意思表示；非告訴乃論則是在已確認犯罪事件與犯罪嫌疑人的情況下，由公訴機關代表國家，於法律規定的時效內對犯人提出告訴。此乃公訴機關基於職權的行為，而不論被害人是否有提告的意志。
因此，對於非告訴乃論的犯罪，公訴機關提出公訴是基於職權，而非公訴機關的意志，更無保留或不保留追訴權之論；而對於告訴乃論的犯罪，則是有告訴權者依自己意志決定是否提出告訴，所以雖然追訴權的存續與否決定於時效等要件，但「保留法律追訴權」在此情況下可理解為有告訴權者暫時不提出告訴之意。仍須再強調的是，「保留法律追訴權」此宣告在法律上並無任何效力，它可能只是對法律不理解而產生的誤用，或是有告訴權者對自身意志的一種描述，並在語言表現上以擬似法律用語的形式試圖營造出警告與恫嚇的效果。

## 註腳
1. ↑  . 全國法規資料庫. 中華民國法務部.
2. ↑  . 全國法規資料庫. 中華民國法務部.   [2013-08-08]. （原始内容存档于2021-01-26）.